# Por una vez
Por una vez es el primer álbum en directo de Malú, quinto en su discografía y fue editado en 2004 por Sony Music y Pep's Records, con la dirección musical de Danilo Ballo.
Se grabó el 3 de febrero de 2004 en la Sala Pachá de Madrid, y salió a la venta el 19 de abril de 2004 en dos formatos: CD+DVD y posteriormente solo en CD. Aparte de los temas ya conocidos, se incluyen cuatro temas inéditos: «Jugar con fuego», «Malas tentaciones», «Baila» y «Por una vez».

## Sencillos
Pese a contar con cuatro canciones inéditas, se lanzaron «Corazón partío» y «Enamorada», ya conocidas por el público, como primer y segundo sencillos, respectivamente. Los siguientes fueron «Malas tentaciones» y la balada «Por una vez». Sin llegar a grabarse ningún vídeo musical nuevo, los sencillos se promocionaron a través del contenido del DVD musical. 

## Recepción
El álbum debutó en la posición 9 y se mantuvo durante 41 semanas en la lista oficial de los discos más vendidos de Promusicae. Despachó más de 50 000 unidades y fue certificado disco de oro.

## Lista de canciones
| Por una vez |                                           |                                                           |          |  |
| N.º         | Título                                    | Escritor(es)                                              | Duración |  |
| 1.          | «Jugar con fuego»                         | Lisa Greene · Magnes Fiennes · Jimmy Harry · Shep Solomon | 3:34     |  |
| 2.          | «Malas tentaciones»                       | Juan Belmonte · Abel Arana                                | 3:29     |  |
| 3.          | «Enamorada» (con David Demaría)           | David DeMaría · David Santisteban                         | 3:47     |  |
| 4.          | «Baila»                                   | Danilo Ballo                                              | 3:40     |  |
| 5.          | «Sin ti todo anda mal»                    | Estéfano                                                  | 4:40     |  |
| 6.          | «Me quedó grande tu amor»                 | Estéfano                                                  | 4:53     |  |
| 7.          | «Devuélveme la vida» (con Antonio Orozco) | Antonio Orozco                                            | 4:13     |  |
| 8.          | «Ven a pervertirme»                       | Teo Cardalda · Juan Mari Montes                           | 3:39     |  |
| 9.          | «Por una vez»                             | Mónica Fdez de Valderrama · Juan Fdez de Valderrama       | 4:23     |  |
| 10.         | «Aprendiz»                                | Alejandro Sanz                                            | 4:52     |  |
| 11.         | «Corazón partío» (con Alejandro Sanz)     | Alejandro Sanz                                            | 5:04     |  |
| 12.         | «No me extraña nada»                      | Fernando Riba · Kiko Campos                               | 4:21     |  |
| 13.         | «Duele»                                   | Carlos J. Molinarios · Antonio Raúl Fernández             | 4:23     |  |
| 14.         | «Toda»                                    | Estéfano                                                  | 3:39     |  |
| 15.         | «A tu vera»                               | Rafael de León · Juan Solano                              | 5:02     |  |
| 16.         | «Como una flor»                           | Carlos Javier Molina · Antonio Raúl Fernández             | 6:20     |  |
| 17.         | «Te amo por eso» (con Paco de Lucía)      | Kiko Campos                                               | 4:19     |  |
| 18.         | «Al alba» (con Pepe de Lucía)             | Pepe de Lucía                                             | 4:47     |  |

## Créditos y personal
- Malú: artista principal, voz
- Danilo Ballo: dirección, producción, arreglos, posproducción
- Luis Villena Nieto: técnico de grabación
- José Díaz Platero: operador de pro-tools
- Juan Miguel Martín y Francisco Santana: asistencia grabación
- Roberto Maccagno: mezclas, masterización
- Julián Olivares: guitarra acústica, guitarra española
- Iñigo Goldaracena: bajo
- Belinda Sánchez y Eva Gomariz: coros
- Juan Carlos Jiménez: guitarra eléctrica
- Koldo Uriarte: dirección musical, teclados
- Paco Beneyto: batería
- José Antonio Rodríguez: guitarra española
- Luis Párraga: realización de video
- Jaime Cortezo: producción de video
- Julio Blas: mezclas de video
- Guillermo G. Baltasar: fotografía portada e interiores
- Alberto Tascón: fotografías interiores
- Manolo Cerdá: road manager
- Manuel Bustamante: asistencia escénica
- Fernando Díaz: ingeniero de sonido
- Cámaracuatro: operadores de cámara
- Los40TV: productora

Créditos adaptados desde las notas de Por una vez (2004) y Allmusic.

## Posicionamiento en listas
| Listas (2004)       | Mejor posición |
| ------------------- | -------------- |
| España (PROMUSICAE) | 9              |

| Listas (2004)       | Mejor posición |
| ------------------- | -------------- |
| España (PROMUSICAE) | 46             |

## Certificaciones
| País (organismo certificador) | Certificación | Unidades certificadas |
| ----------------------------- | ------------- | --------------------- |
| España (PROMUSICAE)           | Oro           | 50 000                |

## Premios
| Año  | Nominación   | Categoría               | Resultado | Ref.  |
| ---- | ------------ | ----------------------- | --------- | ----- |
| 2004 | Premios Dial | Premio Cadena Dial 2004 | Ganadora  | [ 8 ] |